# Elizabeth Graeme Fergusson

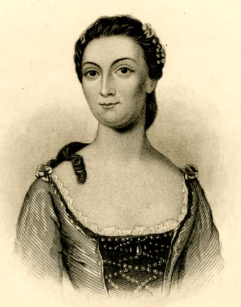
Elizabeth Graeme Fergusson

Elizabeth Graeme Fergusson, kurz Betsy Graeme (* 3. Februar 1737 in Horsham, Pennsylvania; † 23. Februar 1801 in Graeme Park, Pennsylvania), war eine US-amerikanische Dichterin und Schriftstellerin.

## Leben
Elizabeth Graeme war das sechste von neun Kindern von Thomas und Ann Diggs Graeme. Sie verbrachte einen Großteil ihrer Jugend im Graeme Park, dem Familiensitz in Horsham, Pennsylvania, außerhalb von Philadelphia. Ihre Mutter, Ann Diggs, war die Stieftochter des Vizegouverneurs von Pennsylvania und Delaware, Sir William Keith, 4. Baronet. Die Mutter brachte Graeme Lesen und Schreiben beibrachte, im kolonialen Amerika eher die Ausnahme. Neben dem Schreiben von Gedichten war Graemes wichtigstes literarisches Projekt die Übersetzung von Les Aventures de Télémaque aus dem französischen Original von François Fénelon.
Als Elizabeth siebzehn war, lernte sie William Franklin, den Sohn von Benjamin Franklin, kennen und er machte ihr später den Hof. Die beiden verlobten sich im Jahr 1757. Franklin zog nach England, um Jura zu studieren, und die Beziehung des Paares wurde angespannt. Aufgrund eines Kommunikationsfehlers glaubte Franklin, die Verlobung sei gelöst worden, und heiratete während seines Aufenthalts in England eine andere Frau, während Graeme glaubte, die beiden seien noch immer verlobt.
Nach dem Tod ihrer Schwester wurde Graeme Vormund und Erzieherin ihrer Nichte Anna Young Smith und ihres Neffen. Elizabeth förderte die poetischen Talente von Smith und führte sie in die literarischen Kreise von Philadelphia ein. Annas Gedicht An Ode to Gratitude („Eine Ode an die Dankbarkeit“) wurde Graeme als Zeichen ihrer Dankbarkeit gewidmet.
Im Jahr 1764 reiste Graeme auf Drängen ihrer Mutter, deren Gesundheitszustand sich verschlechterte, nach London. Ein weiterer Grund für die Reise nach London war, dass sie sich von der kürzlichen Trennung erholen wollte. Während ihres Aufenthalts in London traf Graeme Laurence Sterne und König Georg III. Während ihres Aufenthalts in England führte sie ein Reisetagebuch, das später unter Gleichaltrigen in Philadelphia zirkulierte und gelesen wurde. Nach ihrer Rückkehr nach Graeme Park erfuhr Graeme, dass ihre Mutter verstorben war. So übernahm sie nach dem Tod ihrer Mutter die Rolle des weiblichen Haushaltsvorstands und veranstaltete „Dachbodenabende“, Salontreffen für ihre elitären männlichen und weiblichen Bekannten. Bei einer dieser Veranstaltungen lernte sie Hugh Henry Fergusson kennen. Die beiden kamen sich schnell näher, verlobten sich und heirateten 1772 heimlich und ohne die Zustimmung ihres Vaters. Einen Monat später starb Elizabeths Vater an einem Schlaganfall, ohne von der Heirat seiner Tochter erfahren zu haben. Infolgedessen hinterließ er das Anwesen in Graeme Park in ihrem Namen, obwohl Graeme nach kolonialem Recht eine feme covert war, was bedeutete, dass ihr gesamter Besitz ihrem Ehemann gehörte, als sie heirateten.
Henry Fergusson verbrachte die meiste Zeit der Ehe des Paares in England und in Philadelphia, wo er für die Briten arbeitete. Als die Briten 1778 die Stadt Philadelphia evakuierten, ging Henry nach London. Er schickte Elizabeth mehrere Briefe, in denen er sie bat, zu ihm nach England zu kommen, aber sie blieb für den Rest ihres Lebens in Pennsylvania. Nach dem Krieg beschlagnahmte die Regierung von Pennsylvania den Graeme Park mit der Begründung, er gehöre dem angeblichen Loyalisten Henry Fergusson. Graeme Fergusson war gezwungen, das Anwesen zu verlassen und lebte zwei Jahre lang bei verschiedenen Bekannten und Familienmitgliedern. Nach zwei Jahren, in denen sie Petitionen an die Regierung und eindringliche und energische Briefe an Freunde richtete, erhielt Graeme Fergusson schließlich das Recht auf ihren Besitz zurück und zog 1781 wieder nach Graeme Park. Im Jahr 1791 konnte Graeme Fergusson jedoch den Unterhalt des Anwesens nicht mehr aufbringen und war gezwungen, es zu verkaufen. In den letzten zehn Jahren ihres Lebens lebte Graeme Fergusson bei Freunden und schrieb fleißig. Sie veröffentlichte einige ihrer Gedichte und beteiligte sich zusammen mit einigen ihrer weiblichen Bekannten, wie Hannah Griffitts, an der Erstellung von Kollektaneenbüchern.
Ihre Gedichte zeigen ihre emotionale Seite. Eines ihrer längsten und umfangreichsten Gedichte war Il Penseroso or The Deserted Wife, das aus vier Teilen besteht: Hoffnung, Einsamkeit, Zweifel und Not. Das Gedicht zeichnet den Verlauf ihres Kummers nach, während sie sich von ihrem Mann verlassen fühlt. Im ersten Teil ist Fergusson wütend auf ihren Mann Henry, weil er sie verlassen hat, aber vor allem, weil es Gerüchte gab, er habe eine Dienerin geschwängert. Schließlich erkennt Ferguson, dass sie mit ihrer Wut und ihrem Kummer nicht allein ist. Sie erkennt, dass sie viele Gemeinsamkeiten mit anderen Frauen wie Grace Growden Galloway hat. Im zweiten Teil ihres Gedichts schreibt sie: „My Shattered Fortunes I with calmness Bore / A Loss in Common but with thousand more“.
Graeme Fergusson starb 1801, auch wenn sie von Benjamin Rush gepflegt wurde, ganz in der Nähe von Graeme Park. Sie ist auf der Südseite des Kirchhofs der Christ Church in Philadelphia begraben.